# Bernhard Bronsart von Schellendorff
Bernhard Bronsart von Schellendorff (né le 1er mars 1866 à Berlin et mort le 10 janvier 1952 à Bockhorn, arrondissement de Plön) est un officier d'état-major (de) allemand qui effectue de nombreuses affectations à des niveaux de commandement élevés sur le front ouest pendant la Première Guerre mondiale et est surtout connu pour son rôle de chef d'état-major du général commandant Max von Gallwitz à la bataille de Verdun. Il est démis de ses fonctions de général de division en 1919 et est qualifié pour la dernière fois (1939) de lieutenant général.

## Biographie

### Origine
Bernhard Bronsart von Schellendorff, seigneur de Groß- et Klein-Tessin, est issu de la vieille famille aristocratique prussienne Bronsart von Schellendorff et est le fils aîné du général prussien et ministre de la Guerre (1893-1896) Walther Bronsart von Schellendorff et de son épouse Harriet Hélène Donner (1841-1917).

### Carrière militaire
Bronsart von Schellendorff rejoint le 18e régiment de dragons (de) à Parchim en 1886 comme volontaire d'un an et devient sous-lieutenant l'année suivante. À partir de 1888, il est affecté au 7e régiment de cuirassiers à Halberstadt, d'abord pour servir de réserve, puis à partir de 1893 au grade de premier lieutenant (depuis le 14 novembre 1892) comme adjudant et à partir de 1896 comme officier d'état-major général. En 1899, il est nommé à l'état-major du 11e corps d'armée transféré à Cassel et promu Rittmeister en 1900. De 1901 à 1903, il commande un escadron de son régiment d'origine à Parchim et, à partir de septembre 1903, travaille pour le Grand État-Major général à Berlin. Au cours des années suivantes, il travaille comme officier d'état-major général dans diverses structures de commandement, notamment dans le commandement du 16e corps d'armée à Metz (1903/04), du 7e corps d'armée à Münster (1904-1906), de la 20e division d'infanterie à Hanovre (1906-1908), de la 3e inspection de l'armée également à Hanovre (1908-1911) et à partir du 20 mars 1911 de l'inspection générale (de) des transports militaires (de) à Berlin. Depuis l'anniversaire de l'empereur (de) le 27 janvier 1907, il a le grade de major. En avril 1912, il prend le commandement des troupes indispensable à la poursuite de la carrière d'état-major et devient le commandant du 14e régiment de dragons à Colmar. Le 16 juin 1913, il est promu lieutenant-colonel.
Au début de la guerre en août 1914, il est affecté comme chef d'état-major du commandement général du 14e corps de réserve, qui est initialement affecté à la 7e armée et opère en Alsace, mais est transféré dans la Somme à la fin du mois de septembre et placé sous l'autorité de la 2e armée. Avec la 2e armée, Bronsart est chef d'état-major du « détachement d'armée Gaede » et du 7e corps de réserve sous les ordres du général Johann von Zwehl à partir de mai 1915. Dans cette position, il devient colonel le 24 juillet 1915.
Le 28 mars 1916, il devient chef d'état-major du général Max von Gallwitz, qui joue un rôle essentiel en tant que stratège d'artillerie et commandant du « groupe d'attaque Ouest » dans le 5e armée dans la bataille de Verdun. Il dirige ensuite le "groupe d'armée Gallwitz" dans la bataille de la Somme et se voit confier le commandement suprême de la 2e armée restructurée. Pour son travail en tant que "bras droit" de von Gallwitz à Verdun et dans la coordination des défenses au sud de la Somme, Bronsart von Schellendorff est décoré de l'Ordre militaire Pour le Mérite le 16 septembre 1916. En octobre 1916, Bronsart entre au « Département d'armée Strantz »  en tant que chef d'état-major, qui appartient à la 5e armée et tient le saillant frontal de Saint-Mihiel au sud de Verdun, que Gallwitz reconnaît comme particulièrement menacé au lendemain de la bataille. En décembre 1916, Max von Gallwitz revient lui-même à Verdun pour la 5e armée, qu'il commandera jusqu'à peu avant la fin de la guerre.
Bronsart von Schellendorff prend le commandement de la 16e brigade d'infanterie pendant un mois le 26 mars 1918 au cours de l'offensive du Printemps, qui est déployée en tant que partie de la 8e division d'infanterie avec le « Groupe d'armées Rupprecht de Bavière » (l'ancien groupe Gallwitz) dans le cadre de la (nouvelle) 1re armée dans la guerre des tranchées en Flandre. Le 20 septembre 1918, Bernhard Bronsart von Schellendorff est promu général de division et, une semaine plus tard, il prend le commandement de la ville de Kiev et de la 93e brigade d'infanterie de réserve nouvellement formée dans cette ville. En tant que chef d'état-major du « Groupe d'armées de Kiev » sous les ordres du colonel général comte von Kirchbach, Bronsart von Schellendorff reste en service jusqu'en février 1919 puis reçoit le commandement du 32e brigade d'infanterie à Hanovre jusqu'à la fin septembre 1919. Il prend son congé de l'armée le 27 octobre 1919.
À l'occasion du 25e anniversaire du début de la Première Guerre mondiale et de la bataille de Tannenberg, il reçoit le caractère de lieutenant-général le 27 août 1939.

### Famille
Bernhard Bronsart von Schellendorff se marie le 10 juillet 1889 Gisel(l)a comtesse von Hardenberg (1869-1933). Les trois fils Walter (né en 1890 à Quedlinbourg), Albrecht Achille (né en 1893 à Halberstadt ) et Carl (né en 1897 à Berlin) sont nés de ce mariage.
Bernhard Bronsart von Schellendorff a plusieurs parents de sexe masculin du même âge qui sont également des officiers d'état-major pendant la Première Guerre mondiale et, dans certains cas, occupent des postes importants. Son frère cadet Walter Siegfried Bronsart von Schellendorff (1871-1963), qui comme Bernhard reçoit le Pour le Mérite au cours de la guerre, commande le bataillon de chasseurs à pied de la Garde (de) lors de la marche à travers la Belgique à la mi-août 1914 et est dans la préparation du bombardement de la forteresse de Namur sous le général von Gallwitz largement responsable des attaques cruelles contre la population civile belge après des attaques d'incendie présumées à Andenne, qui ont eu lieu le 20./21. Août 1914 où plus de 250 personnes sont tuées. Il quitte l'armée après la guerre comme lieutenant-colonel. Un deuxième frère est Hans Heinrich Bronsart de Schellendorff (1874-1938), qui en tant que major le 25 octobre 1918 reçoit également l'ordre Pour le Mérite.
Son cousin (à partir de 1887 également beau-frère) Friedrich Bronsart de Schelldorf (dit Fritz), est un ami d'enfance et plus tard partisan d'Erich Ludendorff le chef d'état-major de l'armée ottomane et est le bras droit du chef de l'armée jeune-turque et ministre de la guerre Enver Pacha. La sœur de Bernhard Veronica Bronsart von Schellendorff (1867-1968) est son épouse. Le frère de Friedrich Wilhelm Bronsart von Schellendorf, né en 1861, l'aîné parmi les cousins, est tombé au combat en tant que major et commandant du 3e bataillon du 59e régiment d'infanterie au début de la guerre le 11 septembre 1914 près d'Osnagorow en Pologne russe. Georg Paul Heinrich Bronsart von Schellendorf (1869-1933), autre frère de Friedrich, est comme Bernhard officier d'état-major et au début de la guerre chef du département des opérations à l'état-major sous les ordres d'Helmuth von Moltke, il quitte l'armée en tant que lieutenant-colonel.
Walter Heinrich Diomed Bronsart von Schellendorff (1873-1942), un cousin commun de tous les nommés, est également un officier d'état-major prussien et major. Il est le père du colonel Heinrich-Walter Bronsart von Schellendorff (de), tué au combat en 1944 à l'âge de 38 ans en tant que commandant d'une brigade de chars en France pendant la Seconde Guerre mondiale à l'âge de 38 ans et promu général de division à titre posthume.